# Gianni Sanjust
Gianni Sanjust, all'anagrafe Giovanni Sanjust (Roma, 23 giugno 1934 – Roma, 9 gennaio 2020), è stato un clarinettista, paroliere e produttore discografico italiano.

## Biografia
Gianni Sanjust nacque a Roma in una famiglia della nobiltà sarda: aveva i titoli di cavaliere, nobile, nobile dei baroni di Teulada ed il trattamento nobiliare di don, ma non risulta che li abbia mai usati. Studiò il clarinetto da autodidatta. Nel 1952 insieme a Peppino De Luca formò i Traditional Dixielanders con cui suonò fino al 1955, anno in cui entrò nella Seconda Roman New Orleans Jazz Band, con cui rimase fino al 1960, anno in cui venne sostituito da Lucio Dalla. Dal 1960 al 1962 suonò con Romano Mussolini. Successivamente si trasferì a Milano per un importante incarico presso la casa discografica Dischi Ricordi e si inserì nella formazioni locali di jazz tradizionale. Nel 1977 tornò a Roma e riprese la sua carriera jazzistica quasi a tempo pieno alternandola alla sua attività di produttore discografico.
Nella sua lunga carriera suonò fra gli altri con Chet Baker, Lee Konitz, Wild Bill Davison, Billy Butterfield, Ralph Sutton, Dan Barrett, Oscar Klein, Romano Mussolini, Lino Patruno, Bruno Longhi in binomio nell'Italian Clarinet Summit, Enzo Randisi, Franco Ambrosetti, Gianni Basso, Riccardo Biseo, Dino Piana, Guido Pistocchi, Umberto Cesari, Enrico Rava, Eddy Palermo e Carlo Loffredo. Sanjust apparve nel film C'era una volta in America di Sergio Leone. Curò inoltre le musiche di numerosi progetti cinematografici. Tra le sue composizioni più note, la colonna sonora del II episodio di Capriccio all'italiana (Il Mostro della domenica) con la regia di Steno.
Negli anni sessanta Sanjust fu autore dei testi di Paolo Conte, Bobby Solo, Quelli e altri. Incise in qualità di cantante e autore dei testi il brano Ti scorderai di me per Un disco per l'estate 1965 e scrisse il testo italiano del brano Il ballo di Simone, canzone interpretata da Giuliano e i Notturni. Nella sua carriera discografica fu anche il produttore di Franco Califano, Mia Martini e Mietta, e scrisse con Antonello de Sanctis e Gabriele Varano Angeli nel ghetto, canzone interpretata da Nek.

## Discografia

### 45 giri
- 1963 - Un vecchio clarino/C'è sempre qualcuno (CBS, BA 121008)
- 1963 - Tu verrai da me/Una storia come tante (CBS, BA 121036)
- 1964 - Io che non piangevo mai/Dici davvero (CBS, 1312)
- 1964 - Vecchio sole/Rimpiangerai rimpiangerai (CBS, 1314)
- 1964 - Dardanella/Lucienne (CBS, 1315)
- 1965 - Ti scorderai di me/Rimpiangerai rimpiangerai (CBS, 1320)
- 1965 - Non ci penso più/Lontano dagli occhi (con Lino Patruno) (CBS, 1321)